# 格林德
格林德是德国石勒苏益格－荷尔斯泰因州的一个市镇。总面积11.22平方公里，总人口17398人，其中男性8459人，女性8939人（2011年12月31日），人口密度1 551人/平方公里。